# Heterospilus marchi
Heterospilus marchi är en stekelart som först beskrevs av Docavo Alberti 1960.  Heterospilus marchi ingår i släktet Heterospilus och familjen bracksteklar. Inga underarter finns listade i Catalogue of Life.